# Martin Brygmann
Martin Brygmann (født 25. januar 1963 i Kølvrå) er en dansk komiker, skuespiller, komponist og musiker. Han er bedst kendt som medlem af komediegrupperne Lex & Klatten og Det Brune Punktum med Hella Joof, Peter Frödin og Paprika Steen (kun Lex & Klatten). Brygmann har skrevet og komponeret sange som "For kendt" og "Rørvig" med Lex & Klatten, og "Kom lad os gå" og "Jeg vil i seng med de fleste" med Det Brune Punktum. Lex & Klatten udgav et album af samme navn i 1997 som vandt en Dansk Grammy for årets danske entertainment udgivelse. Han har også skrevet "Vent på Mig" til filmen En kort en lang, der er det mest spillede radiohit mellem 2003-2007.

## Karriere
Brygmann har spillet trommer for Naïve, Love Shop og Lars H.U.G.. Han fik sin skuespillerdebut i 1992 i tv-filmen De skrigende halse, skrevet og instrueret af Søren Fauli.
Han har skrevet og komponeret musik til flere film og tv-serier. I 1997 sang han titelsangen til familiefilmen Hannibal og Jerry, "Brug dit hjerte som telefon", sammen med Paprika Steen. Sangen er skrevet af Wikke & Rasmussen med musik af Stig Kreutzfeldt. Brygmann skrev bl.a. titelsangen "En kort en lang", der blev sunget af svenske Lisa Nilsson til filmen af samme navn fra 2001, ligesom han skrev "Vent på mig" sunget af Peter Frödin og Jimmy Jørgensen. Sidstnævnte blev et stort radiohit, og var i perioden 1993-2007 den mest spillede sang på P3 og P4. I 2003 og 2005 skrev han tekst og musik til TV 2-julekalenderne Jesus & Josefine og Jul i Valhal. I begge tv-serier medvirkede Brygmann, ligesom han selv fremførte titelsangen; i Jesus & Josefine sammen med Julie Berthelsen, og i Jul i Valhal med Sarah West. Brygmanns rolle som Loke i Jul i Valhal blev i efteråret 2016 stemt ind som den bedste juleskurk nogensinde i de danske julekalendere. Da Jul i Valhal blev til spillefilmen Guldhornene i 2007 leverede Brygmann også soundtracket. Han har desuden skrevet sange til bl.a. Birthe Kjær, Jakob Sveistrup, Bent Fabric, Jon Nørgaard, Søs Fenger, Lisa Nilsson, og Alberte Winding.
Han er vært for Dansk Melodi Grand Prix 2021 og 2022 sammen med Tina Müller.
Brygmann har også været vært på programmet En trekant en sang på TV 2 Charlie, hvor Brygmann i hvert afsnit havde to kendte musikere der fortolkede sange af kunstnere, som stod de medvirkende nært. Blandt de medvirkende var Rasmus Bjerg, Signe Svendsen, Ole Kibsgaard, Kaya Brüel, Stig Rossen, Pelle Emil Hebsgaard, Maria Lucia, Julie Berthelsen, Anders Blichfeldt, Birthe Kjær, Dicte, Jimmy Jørgensen, Katinka og Thomas Buttenschøn.

## Privatliv
Han er bror til skuespillerne Jens og Lars Brygmann og folkeskolelæreren Ulla Brygmann.
Han har været kærester med dramatikeren Line Knutzon, som han har børnene Ludvig (1989) og Frida (1991) med. Han danner nu par med Marianne Lykkesfeldt, hvor han har børnene Cornelia (2005), Sørine (2007) og Douglas Felix (2014).

## Sexisme i musikbranchen
I 2024 producerede DR dokumentaren Sexisme i musikbranchen.
Brygmann havde fremstillet et søgsmål mod DR, DR's generaldirektør Maria Rørbye Rønn og produktionsselskabet ImpactTV, hvori han nedlagde påstand om forbud om, at DR måtte udgive en dokumentar. Dokumentaren skulle i følge chefredaktør, Thomas Falbe, omhandle »de strukturelle forhold, der skaber grundlag for sexisme i underholdningsbranchen, specifikt musikbranchen«. Brygmann hævdede, at DR er kommet med »udokumenterede freds- og æreskrænkende påstande« mod ham.
To dage inden Sexisme i Musikbranchen blev sendt på DR, den 8. juni, postede Brygmann en erklæring op på sine sociale medier for at forsvare sig selv mod de kommende beskyldninger i dokumentaren.
Den 8. juni 2024 afgjorde Københavns Byret, at der ikke bliver nedlagt forbud for DR om at udgive dokumentaren. Dokumentaren blev bragt den 10. juni 2024.
Den 10. juni, samme dato som offentliggørelsen af dokumentaren på DR TV, valgte Brygmann at aflyse sin koncert på Smukfest.

## Udvalgte filmtitler
- De skrigende halse (1992)
- Cirkus Ildebrand (1995)
- Fedtmule og søn (1995) (Dansk stemme som Fedtmule)
- Fede tider (1996)
- Hannibal og Jerry (1997)
- Italiensk for begyndere (2000)
- En kort en lang (2001)
- Kat (2001)
- Jesus & Josefine (2003) (Julekalender på TV 2)
- Jul I Valhal (2005) (Julekalender på TV 2)
- Far til fire - gi'r aldrig op (2005)
- Robotter (2005) (Dansk stemme som Fender)
- Guldhornene (2007)
- Blå mænd (2008)
- Julefrokosten (2009)
- Megamind (2010) (Dansk stemme som Metro Man)
- Far til fire - til søs (2012)
- Frost (2013) (Danske stemme som Olaf)
- Far til fires vilde ferie (2015)
- Iqbal & den hemmelige opskrift (2015)
- Iqbal og superchippen (2016)
- Far til fire - på toppen (2017)
- Far til fire i solen (2018)
- Far til fire og vikingerne (2020)

## Udvalgt diskografi

### Album
- Brygmann's Bedste Sange (2009)
- De fleste ulykker sker med lemmet (2011)
- Bates Delight (2017)

### Lydbøger
- Kaninerne i Hulebyen (med Paprika Steen) (1998)
- Frække Friderik og andre historier (2008)

### Soundtrack
Følgende soundtracks har tekst og/eller musik af Martin Brygmann:
- Drengen der gik baglæns (1994)
- En kort en lang (2001)
- Drengen der ville gøre det umulige (2002)
- Hvor svært kan det være (2002)
- Jesus & Josefine (2003)
- Fakiren fra Bilbao (2004)
- Oh Happy Day (2004)
- Jul i Valhal (2005)
- Far til fire - gi'r aldrig op! (2005)
- Far til fire - i stor stil (2006)
- Guldhornene (2007)